# Xavier Sabaté i Ibarz
Xavier Sabaté i Ibarz (Flix, 7 de juliol de 1953) és un polític català, resident a Tarragona des de 1970. Fou senador durant la tercera legislatura, diputat al Congrés dels Diputats durant la cinquena, sisena i setena legislatures, i diputat al Parlament de Catalunya durant la novena i desena legislatures. És germà del també polític Antoni Sabaté i Ibarz.
Llicenciat en filologia catalana i mestre, va iniciar el seu compromís social i polític amb el sindicalisme d'ensenyament i a l'Assemblea de Catalunya el 1975, i va participar en el procés de constitució del Partit dels Socialistes de Catalunya, al qual es va afiliar el 10 de desembre de 1976. Primer secretari de la Federació Socialista de les comarques de Tarragona i membre del Consell Nacional del PSC.

## Trajectòria política
Conseller de l'Ajuntament de Tarragona al govern de 1983 a 1989, exercí de tinent d'alcalde delegat de Serveis Personals (Cultura, Sanitat, Serveis Socials, Esports i Joventut) i de Relacions Ciutadanes. Va ser a l'oposició de 1989 fins a 1995 i més tard, de 1999 fins al 2003.
De 1983 al 1987, fou diputat provincial exercint com a portaveu del Grup Socialista, i va ser elegit senador a les eleccions generals espanyoles de 1986. Fou portaveu del Grup Socialista del Senat en la Comissió Especial per a l'Estudi de la Droga Fou el candidat més votat a la circumscripció provincial de Tarragona i a la ciutat de Tarragona a les eleccions generals espanyoles de 1993, de 1996 i de 2000. Com a diputat al congrés ocupà els càrrecs de secretari de la Comissió d'Infraestructures i vicepresident de Medi Ambient entre d'altres. El gener de 2004 fou nomenat Delegat del Govern de la Generalitat a Tarragona i el 15 de maig de 2006, Conseller de Governació i Administracions Públiques en el govern Maragall al produir-se la sortida d'ERC del govern.
Elegit diputat a les eleccions al Parlament de Catalunya (2006) de l'1 de novembre, dimití el gener de 2007 en tornar a ser nomenat delegat del Govern de la Generalitat a Tarragona pel President José Montilla.
A les eleccions al Parlament de Catalunya del 28 de novembre de 2010 fou elegit de nou Diputat i passà a exercir com a portaveu adjunt del Grup Socialista. Al final de la legislatura, el setembre de 2012, fou designat President del Grup Parlamentari del PSC i Cap de l'oposició succeint Joaquim Nadal. Durant la curta durada d'aquest càrrec a causa del final de la legislatura l'octubre de 2012, va protagonitzar el debat de política general en nom del seu grup davant el president Artur Mas. Va tornar a ser diputat al Parlament de Catalunya a les eleccions del 25 de novembre de 2012 a la X legislatura i passà a formar part de la Direcció del Grup del PSC, President de la Comissió d'Educació i portaveu del seu grup a la Comissió d'Interior.
Durant el debat generat el 2009 al voltant de la instal·lació d'un cementiri nuclear a la zona de les terres de l'Ebre, Sabaté va mantenir una opinió favorable a aquesta instal·lació. Una opinió contrària a la posició majoritària de la població i del posicionament oficial del Parlament de Catalunya. Aquell mateix any, varen resultar polèmiques les seves paraules de defensa per l'actuació dels Mossos d'esquadra a les manifestacions dels pagesos de la zona.
El 2021 fou nomenat president del Green New Deal BCL, un projecte que promou la proliferació d’energia renovable als principals polígons logístics de Catalunya.